# Panamerikanska U19-cupen (volleyboll, damer)
Panamerikanska U19-cupen är en turnering i volleyboll för U19-damlandslag från nord- och sydamerika som hålls vartannat år. Den är organiserad av Pan-American Volleyball Union under överinseende av NORCECA. Åldersgränsen är 19 år, fram till 2021 var åldersgränsen 18 år.

## Upplagor
| Upplaga                           | Upplaga     | Podium        | Podium                      | Podium                      |
| Säsong                            | Värd        | Mästare       | Tvåa                        | Trea                        |
| --------------------------------- | ----------- | ------------- | --------------------------- | --------------------------- |
| För 2021 var åldersgränsen 18 år  |             |               |                             |                             |
| 2011 mer information              | Mexiko      | Argentina U18 | Mexiko U18                  | Dominikanska republiken U18 |
| 2013 mer information              | Guatemala   | Brasilien U18 | Puerto Rico U18             | Dominikanska republiken U18 |
| 2015 mer information              | Kuba        | Argentina U18 | Dominikanska republiken U18 | Kuba U18                    |
| 2017 mer information              | Kuba        | Colombia U18  | Kuba U18                    | Dominikanska republiken U18 |
| 2019 mer information              | Mexiko      | Peru U18      | Puerto Rico U18             | Mexiko U18                  |
| 2021                              | -           | Ej genomförd  | Ej genomförd                | Ej genomförd                |
| Sedan 2021 är åldersgränsen 19 år |             |               |                             |                             |
| 2022 mer information              | USA         | USA U19       | Brasilien U19               | Dominikanska republiken U19 |
| 2023 mer information              | Puerto Rico | USA U19       | Mexiko U19                  | Puerto Rico U19             |

## Medaljörer
| Pos. | Lag                         | Guld | Silver | Brons | Totalt |
| ---- | --------------------------- | ---- | ------ | ----- | ------ |
| 1    | Argentina U19               | 2    | 0      | 0     | 2      |
| 1    | USA U19                     | 2    | 0      | 0     | 2      |
| 3    | Brasilien U19               | 1    | 1      | 0     | 2      |
| 4    | Colombia U19                | 1    | 0      | 0     | 1      |
| 4    | Peru U19                    | 1    | 0      | 0     | 1      |
| 6    | Mexiko U19                  | 0    | 2      | 1     | 3      |
| 6    | Puerto Rico U19             | 0    | 2      | 1     | 3      |
| 8    | Dominikanska republiken U19 | 0    | 1      | 3     | 4      |
| 9    | Kuba U19                    | 0    | 1      | 1     | 2      |